# Hoffnungskirche (Rheindorf)

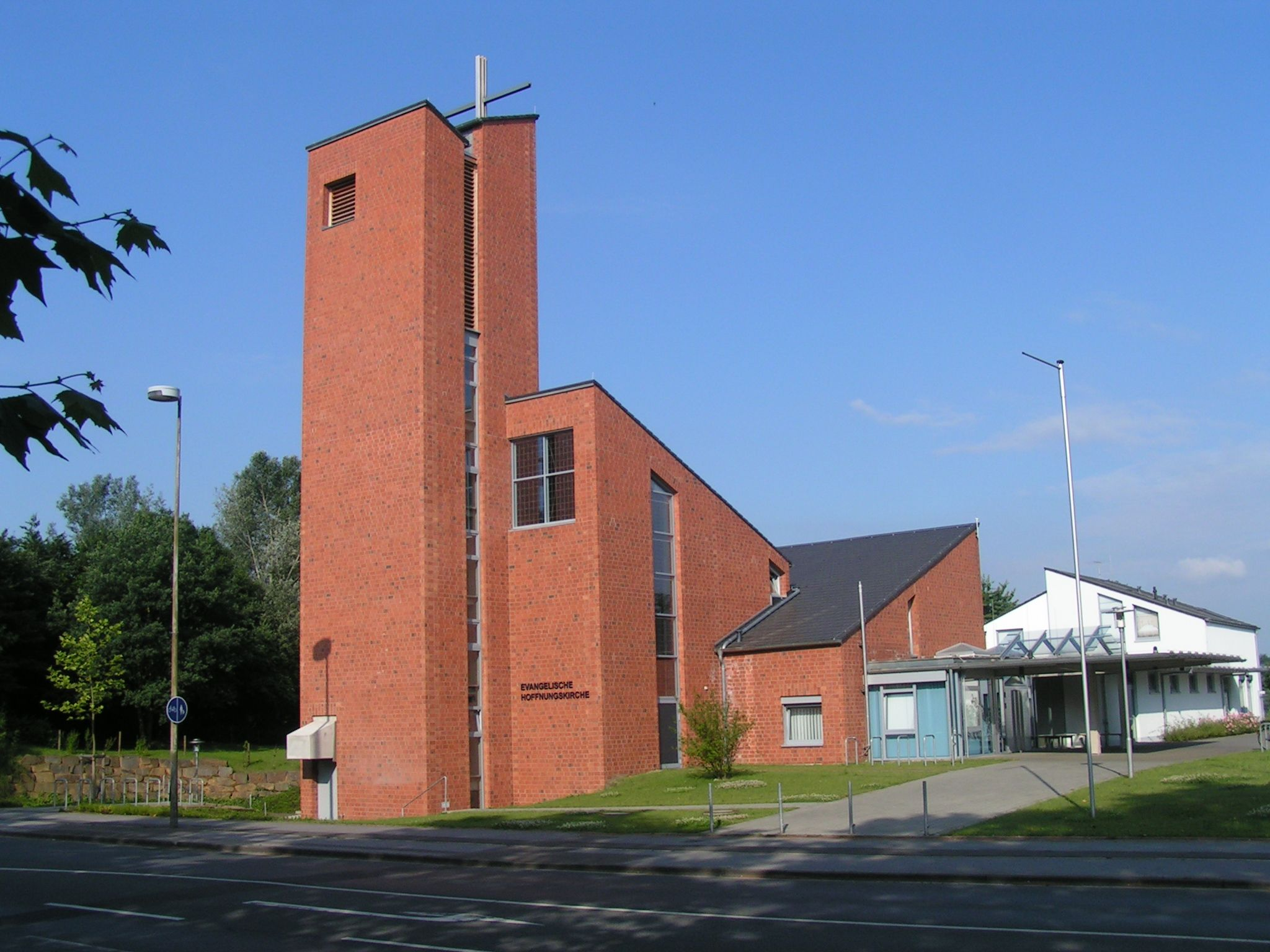
Hoffnungskirche Rheindorf

Die Hoffnungskirche ist ein evangelischer Sakralbau im Leverkusener Stadtteil Rheindorf. Sie war bis zum 31. Dezember 2019 Sitz der gleichnamigen Gemeinde und seit 1. Januar 2020 Teil der Gemeinde „An Dhünn, Wupper und Rhein“, beide im Kirchenkreis Leverkusen der Evangelischen Kirche im Rheinland.

## Geschichte
Am Ende des Jahres 2001 beschloss das Presbyterium, die Grundstücke der Paul-Gerhardt-Kirche und Lukas-Kirche zu verkaufen und mit dem Erlös ein neues Gemeindezentrum zu errichten. Die Grundsteinlegung für den Kirchbau nach dem Entwurf des Architekten Wolfgang Zelck erfolgte am 28. April 2005. Die Einweihung erfolgte am 27. August 2006. Seit Juni 2008 befindet sich im Kirchturm der Hoffnungskirche ein Kolumbarium. In den 194 Fächern ist Platz für jeweils zwei Urnen.